# Ландкоф Самуїл Наумович
Ландкоф Самуїл Наумович (нар. 6 січня 1887, Кременчук — пом. 30 вересня 1970) — український науковець, доктор юридичних наук, професор, випускник Харківського університету 1919 року.

## Біографія
Народився 6 січня 1887 року в місті Кременчуці Полтавської губернії.
У 1915 році вступив на юридичний факультет Харківського університету, який закінчив у 1919 р. Працював помічником присяжного повіреного, юрисконсультом міськпродвідділу в м. Харкові, консультантом Харківського губернського управління юстиції, завідувачем судово-слідчого відділу Харківського губернського управління юстиції.
У 1920 році розпочав науково-викладацьку діяльність. Упродовж 1920–1931 років був викладачем та професором кафедри цивільного права і цивільного процесу у Харківському інституті народного господарства на правовому факультеті. У 1931 році був на посадах професора Харківського фінансово-економічного інституту, Інституту раціоналізації управління.
З 1938 року – професор, завідувач кафедри цивільного права Київського державного університету ім. Т. Г. Шевченка. У 1941 року евакуювався до міста Саратова, де працював професором Саратовського юридичного інституту. У 1942 році очолював кафедру теорії та історії права в Об’єднаному українському державному університеті (м. Кзил-Орда). З 1944 року – знову професор, завідувач кафедри цивільного права Київського державного університету ім. Т. Г. Шевченка. У 1949 р. захистив дисертацію на здобуття наукового ступеня доктора юридичних наук «Основні проблеми радянського винахідницького права». У 1958 р. викладав у Київському інституті народного господарства. У 1970 р. був прийнятий на посаду професора-консультанта кафедри цивільного права Харківського юридичного інституту.
Помер 30 вересня 1970 року.

## Наукова діяльність
Досліджував проблеми правового регулювання господарської діяльності підприємств, питання винахідницького, патентного і авторського права. Автор підручника «Основи радянського цивільного права», за яким навчалося не одне покоління юристів-цивілістів.
Підготував 18 кандидатів наук.

## Основні праці
- «Контокорент і кредитна реформа» (1931)
- «Винахідництво в СРСР. Збірник директивних і законодавчих матеріалів з практичними поясненнями» (1940)
- «Основи цивільного права» (1948)
- «Охорона прав винахідників і раціоналізаторів» (1958)
- «Основи радянського винахідницького права» (1961)

## Нагороди
Нагороджений медаллю «За доблесну працю у Великій Вітчизняній війні 1941–1945 рр.».